# Jon Beare
Jon Beare, född den 10 maj 1974 i London, Ontario, död 5 oktober 2023, var en kanadensisk roddare.
Han tog OS-brons i lättvikts-fyra utan styrman i samband med de olympiska roddtävlingarna 2008 i Peking.